# 1000 km Monze
1000 km Monze je vzdržljivostna avtomobilistična dirka, ki s presledki poteka od leta 1963 na dirkališču Autodromo Nazionale Monza v italijanskem mestu Monza in je bila večkrat del Svetovnega prvenstva športnih dirkalnikov.

## Zmagovalci
| Leto                            | Dirkač(a/i)                               | Moštvo                      | Dirkalnik                | Čas                  | Prvenstvo                                                            | Poročilo             |
| 3 ure, 10.1 km steza            | 3 ure, 10.1 km steza                      | 3 ure, 10.1 km steza        | 3 ure, 10.1 km steza     | 3 ure, 10.1 km steza | 3 ure, 10.1 km steza                                                 | 3 ure, 10.1 km steza |
| ------------------------------- | ----------------------------------------- | --------------------------- | ------------------------ | -------------------- | -------------------------------------------------------------------- | -------------------- |
| 1963                            | Roy Salvadori                             | David Brown                 | Aston Martin DP214       | -                    | Svetovno prvenstvo športnih dirkalnikov                              | Poročilo             |
| 1964                            | Rob Slotemaker                            | Ben Pon                     | Porsche 904 GTS          | -                    | Svetovno prvenstvo športnih dirkalnikov                              | Poročilo             |
| 1000 km razdalje, 10.1 km steza |                                           |                             |                          |                      |                                                                      |                      |
| 1965                            | Mike Parkes Jean Guichet                  | SpA Ferrari SEFAC           | Ferrari 275P2            | 4:56.08.000          | Svetovno prvenstvo športnih dirkalnikov                              | Poročilo             |
| 1966                            | John Surtees Mike Parkes                  | SpA Ferrari SEFAC           | Ferrari 330P3            | 6:05:11.600          | Svetovno prvenstvo športnih dirkalnikov                              | Poročilo             |
| 1967                            | Lorenzo Bandini Chris Amon                | SpA Ferrari SEFAC           | Ferrari 330P4            | 5:07:43.000          | Svetovno prvenstvo športnih dirkalnikov                              | Poročilo             |
| 1968                            | David Hobbs Paul Hawkins                  | J.W. Automotive Engineering | Ford GT40 Mk.I           | 5:18:23.400          | Svetovno prvenstvo športnih dirkalnikov                              | Poročilo             |
| 1969                            | Jo Siffert Brian Redman                   | Porsche System Engineering  | Porsche 908LH            | 4:53:41.200          | Svetovno prvenstvo športnih dirkalnikov                              | Poročilo             |
| 1000 km razdalje, 5.8 km steza  |                                           |                             |                          |                      |                                                                      |                      |
| 1970                            | Pedro Rodríguez Leo Kinnunen              | J.W. Automotive Engineering | Porsche 917K             | 4:18:01.700          | Svetovno prvenstvo športnih dirkalnikov                              | Poročilo             |
| 1971                            | Pedro Rodríguez Jackie Oliver             | J.W. Automotive Engineering | Porsche 917K             | 4:14:32.600          | Svetovno prvenstvo športnih dirkalnikov                              | Poročilo             |
| 1972                            | Jacky Ickx Clay Regazzoni                 | SpA Ferrari SEFAC           | Ferrari 312PB            | 5:52:05.600          | Svetovno prvenstvo športnih dirkalnikov                              | Poročilo             |
| 1973                            | Jacky Ickx Brian Redman                   | SpA Ferrari SEFAC           | Ferrari 312PB            | 4:04:34.400          | Svetovno prvenstvo športnih dirkalnikov                              | Poročilo             |
| 1974                            | Arturo Merzario Mario Andretti            | Autodelta SpA               | Alfa Romeo 33TT12        | 4:45:57:400          | Svetovno prvenstvo športnih dirkalnikov                              | Poročilo             |
| 1975                            | Arturo Merzario Jacques Laffite           | Willi Kauhsen Racing Team   | Alfa Romeo 33TT12        | 4:43:21.800          | Svetovno prvenstvo športnih dirkalnikov                              | Poročilo             |
| 4 ure, 5.8 km steza             |                                           |                             |                          |                      |                                                                      |                      |
| 1976                            | Jochen Mass Jacky Ickx                    | Martini Racing              | Porsche 936              | 4:00:54.400          | Svetovno prvenstvo športnih dirkalnikov                              | Poročilo             |
| 500 km razdalje, 5.8 km steza   |                                           |                             |                          |                      |                                                                      |                      |
| 1977                            | Vittorio Brambilla                        | Autodelta SpA               | Alfa Romeo 33SC12        | 2:40:06.000          | Svetovno prvenstvo športnih dirkalnikov                              | Poročilo             |
| 1000 km razdalje, 5.8 km steza  |                                           |                             |                          |                      |                                                                      |                      |
| 1979                            | Renzo Zorzi Marco Copaferri               |                             | Lola T286-Ford           | 5:47:26.000          | Italian Group 6 Championship                                         | Poročilo             |
| 1980                            | Alain de Cadenet Desiré Wilson            | Alain de Cadenet            | De Cadenet-Ford          | 6:01:08.880          | Svetovno prvenstvo športnih dirkalnikov Italian Group 6 Championship | Poročilo             |
| 1981                            | Edgar Dören Jürgen Lässig Gerhard Holup   | Weralit Racing Team         | Porsche 935 K3           | 6:33:48.000          | Svetovno prvenstvo športnih dirkalnikov                              | Poročilo             |
| 1982                            | Henri Pescarolo Giorgio Franca            | Automobiles Jean Rondeau    | Rondeau M382-Ford        | 5:33:56.200          | Svetovno prvenstvo športnih dirkalnikov                              | Poročilo             |
| 1983                            | Bob Wollek Thierry Boutsen                | Joest Racing                | Porsche 956              | 5:12:06.900          | Svetovno prvenstvo športnih dirkalnikov                              | Poročilo             |
| 1984                            | Stefan Bellof Derek Bell                  | Rothmans Porsche            | Porsche 956              | 5:06:15.800          | Svetovno prvenstvo športnih dirkalnikov                              | Poročilo             |
| 1985                            | Manfred Winkelhock Marc Surer             | Porsche Kremer Racing       | Porsche 962C             | 4:04:41.310          | Svetovno prvenstvo športnih dirkalnikov                              | Poročilo             |
| 360 km razdalje, 5.8 km steza   |                                           |                             |                          |                      |                                                                      |                      |
| 1986                            | Hans-Joachim Stuck Derek Bell             | Rothmans Porsche            | Porsche 962C             | 1:48:40.290          | Svetovno prvenstvo športnih dirkalnikov                              | Poročilo             |
| 1000 km razdalje, 5.8 km steza  |                                           |                             |                          |                      |                                                                      |                      |
| 1987                            | John Watson Jan Lammers                   | Silk Cut Jaguar             | Jaguar XJR-8             | 5:03:55.370          | Svetovno prvenstvo športnih dirkalnikov                              | Poročilo             |
| 1988                            | Martin Brundle Eddie Cheever              | Silk Cut Jaguar             | Jaguar XJR-9             | 4:52:13.520          | Svetovno prvenstvo športnih dirkalnikov                              | Poročilo             |
| 480 km razdalje, 5.8 km steza   |                                           |                             |                          |                      |                                                                      |                      |
| 1990                            | Mauro Baldi Jean-Louis Schlesser          | Team Sauber Mercedes        | Mercedes-Benz C11        | 2:17:11.735          | Svetovno prvenstvo športnih dirkalnikov                              | Poročilo             |
| 430 km razdalje, 5.8 km steza   |                                           |                             |                          |                      |                                                                      |                      |
| 1991                            | Martin Brundle Derek Warwick              | Silk Cut Jaguar             | Jaguar XJR-14            | 2:05:42.844          | Svetovno prvenstvo športnih dirkalnikov                              | Poročilo             |
| 500 km razdalje, 5.8 km steza   |                                           |                             |                          |                      |                                                                      |                      |
| 1992                            | Geoff Lees Hitoshi Ogawa                  | Toyota Team Tom's           | Toyota TS010             | 2:16:42.659          | Svetovno prvenstvo športnih dirkalnikov                              | Poročilo             |
| 1000 km razdalje, 5.8 km steza  |                                           |                             |                          |                      |                                                                      |                      |
| 1997                            | Thomas Bscher John Nielsen                | Kremer Racing               | Kremer K8 Spyder-Porsche | 5:33:44.800          | Challenge Endurance Italia                                           | Poročilo             |
| 1998                            | Thomas Bscher Geoff Lees                  | GTC Team Davidoff           | McLaren F1 GTR           | 5:08:55.952          | Italian GT Championship Challenge Endurance Italia                   | Poročilo             |
| 2001                            | Giovanni Lavaggi Christian Vann           | GLV Brums                   | Ferrari 333 SP-Judd      | 5:17:08.756          | FIA Sportscar Championship                                           | Poročilo             |
| 2004                            | Jamie Davies Johnny Herbert               | Audi Sport UK Veloqx        | Audi R8                  | 5:05:52.043          | Le Mans Series                                                       | Poročilo             |
| 2005                            | Emmanuel Collard Jean-Christophe Boullion | Pescarolo Sport             | Pescarolo C60-Judd       | 5:02:32.220          | Le Mans Series                                                       | Poročilo             |
| 2007                            | Nicolas Minassian Marc Gené               | Team Peugeot Total          | Peugeot 908 HDi (Diesel) | 4:59:20.735          | Le Mans Series                                                       | Poročilo             |